# 沟口纪子
沟口纪子（1971年7月23日—）是一名日本女子柔道运动员。她在1992年巴塞罗那夏季奥林匹克运动会中，参加了女子柔道比赛并获得52公斤级银牌。